# Gulbarentsia hoeki
Gulbarentsia hoeki is een vlokreeftensoort uit de familie van de Oedicerotidae. De wetenschappelijke naam van de soort is voor het eerst geldig gepubliceerd in 1894 door Stebbing.